# 2014-es labdarúgó-világbajnokság-selejtező (CONCACAF – 3. forduló)
A 2014-es labdarúgó-világbajnokság észak-amerikai selejtezőjének 3. fordulójának mérkőzéseit tartalmazó lapja.
A harmadik fordulóban a 6 kiemelt (1–6. helyen rangsorolt) csapat és a második forduló 6 továbbjutója, összesen 12 csapat vett részt. A csapatokat 3 darab négycsapatos csoportba sorsolták. A csapatok oda-visszavágós, körmérkőzéses rendszerben mérkőztek meg egymással. A három csoport győztese és második helyezettje továbbjutott a negyedik fordulóba.

## Kiemelés
A csapatokat három kalapba osztották a 2011. márciusi FIFA-világranglista alapján. A kalapokat 1–3-ig számozták. A „1. kalapba” a kiemelési rangsor 1–3., a „2. kalapba” a 4–6., a „3. kalapba” a második forduló hat továbbjutója került.
| 1. kalap                             | 2. kalap                    | 3. kalap                                                               |
| ------------------------------------ | --------------------------- | ---------------------------------------------------------------------- |
| Egyesült Államok · Mexikó · Honduras | Jamaica · Costa Rica · Kuba | Salvador · Guyana · Panama · Kanada · Guatemala · Antigua és Barbuda · |

A csoportok sorsolását 2011. július 30-án tartották Rio de Janeiróban.

## Mérkőzések
A mérkőzéseket 2012. június 8-a és 2012. október 16-a között játszották le.
Valamennyi mérkőzés kezdési időpontja helyi idő szerint van feltüntetve, az egyezményes koordinált világidőhöz (UTC) viszonyítva.

### A csoport
| Hely. | Csapat             | M | Gy | D | V | G+ | G– | Gk | P  | Továbbjutás                 |     | Amerikai Egyesült Államok | Jamaica | Guatemala | Antigua és Barbuda |
| ----- | ------------------ | - | -- | - | - | -- | -- | -- | -- | --------------------------- | --- | ------------------------- | ------- | --------- | ------------------ |
| 1.    | Egyesült Államok   | 6 | 4  | 1 | 1 | 11 | 6  | +5 | 13 | Továbbjutott a 4. fordulóba |     | —                         | 1–0     | 3–1       | 3–1                |
| 2.    | Jamaica            | 6 | 3  | 1 | 2 | 9  | 6  | +3 | 10 | Továbbjutott a 4. fordulóba |     | 2–1                       | —       | 2–1       | 4–1                |
| 3.    | Guatemala          | 6 | 3  | 1 | 2 | 9  | 8  | +1 | 10 |                             |     | 1–1                       | 2–1     | —         | 3–1                |
| 4.    | Antigua és Barbuda | 6 | 0  | 1 | 5 | 4  | 13 | −9 | 1  |                             | 1–2 | 0–0                       | 0–1     | —         |                    |

| 2012. június 8. 19:11 (UTC–4) |

| Egyesült Államok                              | 3–1               | Antigua és Barbuda |
| --------------------------------------------- | ----------------- | ------------------ |
| Bocanegra 6' Dempsey 43' (11-esből) Gomez 71' | (2–0) Jegyzőkönyv | Byers 64'          |

| Raymond James Stadium, Tampa Nézőszám: 23 971 Játékvezető: Hugo Cruz Alvarado (Costa Rica-i) |

| 2012. június 8. 20:30 (UTC–5) |

| Jamaica                  | 2–1               | Guatemala        |
| ------------------------ | ----------------- | ---------------- |
| Phillips 40' Johnson 46' | (1–0) Jegyzőkönyv | Pezzarossi 90+2' |

| Independence Park, Kingston Nézőszám: 14 000 Játékvezető: Roberto Moreno (panamai) |

| 2012. június 12. 19:00 (UTC–4) |

| Antigua és Barbuda | 0–0         | Jamaica |
| ------------------ | ----------- | ------- |
|                    | Jegyzőkönyv |         |

| Sir Vivian Richards Stadium, North Sound Nézőszám: 8500 Játékvezető: Stanley Lancaster (guyanai) |

| 2012. június 12. 20:00 (UTC–6) |

| Guatemala | 1–1               | Egyesült Államok |
| --------- | ----------------- | ---------------- |
| Pappa 81' | (0–1) Jegyzőkönyv | Dempsey 39'      |

| Estadio Mateo Flores, Guatemalaváros Nézőszám: 18 000 Játékvezető: Joel Aguilar (salvadori) |

| 2012. szeptember 7. 19:00(UTC−5) |

| Jamaica                | 2–1               | Egyesült Államok |
| ---------------------- | ----------------- | ---------------- |
| Austin 22' Shelton 62' | (1–1) Jegyzőkönyv | Dempsey 1'       |

| Independence Park, Kingston Nézőszám: 25 000 Játékvezető: Marco Rodríguez (mexikói) |

| 2012. szeptember 7. 20:00 (UTC−6) |

| Guatemala                     | 3–1               | Antigua és Barbuda |
| ----------------------------- | ----------------- | ------------------ |
| Ruiz 58' 79' Pezzarossi 90+1' | (0–1) Jegyzőkönyv | Byers 38'          |

| Estadio Mateo Flores, Guatemalaváros Nézőszám: 8000 Játékvezető: Marcos Brea (kubai) |

| 2012. szeptember 11. 19:00 (UTC−4) |

| Antigua és Barbuda | 0–1               | Guatemala |
| ------------------ | ----------------- | --------- |
|                    | (0–1) Jegyzőkönyv | Ruiz 25'  |

| Sir Vivian Richards Stadium, North Sound Nézőszám: 5000 Játékvezető: David Gantar (kanadai) |

| 2012. szeptember 11. 20:11 (UTC−4) |

| Egyesült Államok | 1–0               | Jamaica |
| ---------------- | ----------------- | ------- |
| Gomez 55'        | (0–0) Jegyzőkönyv |         |

| Columbus Crew Stadium, Columbus Nézőszám: 23 881 Játékvezető: Jose Pineda (hondurasi) |

| 2012. október 12. 19:00 (UTC−4) |

| Antigua és Barbuda | 1–2               | Egyesült Államok |
| ------------------ | ----------------- | ---------------- |
| Blackstock 25'     | (1–1) Jegyzőkönyv | Johnson 20' 90'  |

| Sir Vivian Richards Stadium, North Sound Nézőszám: 7000 Játékvezető: Neal Brizan (Trinidad és Tobagó-i) |

| 2012. október 12. 20:00 (UTC−6) |

| Guatemala             | 2–1               | Jamaica                |
| --------------------- | ----------------- | ---------------------- |
| Figueroa 16' Ruiz 85' | (1–0) Jegyzőkönyv | Shelton 61' (11-esből) |

| Estadio Mateo Flores, Guatemalaváros Nézőszám: 20 717 Játékvezető: Roberto García Orozco (mexikói) |

| 2012. október 16. 18:15 (UTC−5) |

| Egyesült Államok              | 3–1               | Guatemala  |
| ----------------------------- | ----------------- | ---------- |
| Bocanegra 10' Dempsey 18' 36' | (3–1) Jegyzőkönyv | C. Ruiz 5' |

| Livestrong Sporting Park, Kansas City Nézőszám: 16 947 Játékvezető: Roberto Moreno (panamai) |

| 2012. október 16. 18:15 (UTC−5) |

| Jamaica                                     | 4–1               | Antigua és Barbuda |
| ------------------------------------------- | ----------------- | ------------------ |
| Phillips 16' Nosworthy 17' Richards 78' 88' | (1–0) Jegyzőkönyv | Griffith 61'       |

| Independence Park, Kingston Nézőszám: 8000 Játékvezető: Wálter Quesada (Costa Rica-i) |

### B csoport
| Hely. | Csapat     | M | Gy | D | V | G+ | G– | Gk  | P  | Továbbjutás                 |     | Mexikó | Costa Rica | Salvador | Guyana |
| ----- | ---------- | - | -- | - | - | -- | -- | --- | -- | --------------------------- | --- | ------ | ---------- | -------- | ------ |
| 1.    | Mexikó     | 6 | 6  | 0 | 0 | 15 | 2  | +13 | 18 | Továbbjutott a 4. fordulóba |     | —      | 1–0        | 2–0      | 3–1    |
| 2.    | Costa Rica | 6 | 3  | 1 | 2 | 14 | 5  | +9  | 10 | Továbbjutott a 4. fordulóba |     | 0–2    | —          | 2–2      | 7–0    |
| 3.    | Salvador   | 6 | 1  | 2 | 3 | 8  | 11 | −3  | 5  |                             |     | 1–2    | 0–1        | —        | 2–2    |
| 4.    | Guyana     | 6 | 0  | 1 | 5 | 5  | 24 | −19 | 1  |                             | 0–5 | 0–4    | 2–3        | —        |        |

| 2012. június 8. 19:00 (UTC–5) |

| Mexikó                                           | 3–1               | Guyana             |
| ------------------------------------------------ | ----------------- | ------------------ |
| Salcido 11' dos Santos 15' Rodrigues 51' (öngól) | (2–0) Jegyzőkönyv | Moreno 62' (öngól) |

| Estadio Azteca, Mexikóváros Nézőszám: 80 401 Játékvezető: Javier Santos (Puerto Ricó-i) |

| 2012. június 8. 20:00 (UTC–6) |

| Costa Rica               | 2–2               | Salvador                 |
| ------------------------ | ----------------- | ------------------------ |
| Saborío 10' Campbell 15' | (2–1) Jegyzőkönyv | Gutiérrez 23' Romero 54' |

| Estadio Nacional de Costa Rica, San José Nézőszám: 23 701 Játékvezető: Walter López Castellanos (guatemalai) |

| 2012. június 12. 19:33 (UTC–6) |

| Salvador    | 1–2               | Mexikó                |
| ----------- | ----------------- | --------------------- |
| Pacheco 64' | (0–0) Jegyzőkönyv | Zavala 60' Moreno 82' |

| Estadio Cuscatlán, San Salvador Nézőszám: 29 712 Játékvezető: Jose Pineda (hondurasi) |

| 2012. június 12. 20:00 (UTC–4) |

| Guyana | 0–4               | Costa Rica                       |
| ------ | ----------------- | -------------------------------- |
|        | (0–2) Jegyzőkönyv | Saborío 20' 26' 52' Campbell 72' |

| Providence Stadium, Providence Nézőszám: 11 000 Játékvezető: Marcos Brea (kubai) |

| 2012. szeptember 7. 19:30 (UTC−6) |

| Salvador                | 2–2               | Guyana       |
| ----------------------- | ----------------- | ------------ |
| Gutiérrez 4' Romero 21' | (2–1) Jegyzőkönyv | Bobb 20' 58' |

| Estadio Cuscatlán, San Salvador Nézőszám: 24 000 Játékvezető: Jair Marrufo (amerikai) |

| 2012. szeptember 7. 20:05 (UTC−6) |

| Costa Rica | 0–2               | Mexikó                 |
| ---------- | ----------------- | ---------------------- |
|            | (0–1) Jegyzőkönyv | Salcido 43' Zavala 52' |

| Estadio Nacional de Costa Rica, San José Nézőszám: 32 500 Játékvezető: Roberto Moreno (panamai) |

| 2012. szeptember 11. 20:00 (UTC−4) |

| Guyana                  | 2–3               | Salvador                       |
| ----------------------- | ----------------- | ------------------------------ |
| Richardson 1' Nurse 62' | (1–1) Jegyzőkönyv | Romero 12' Alas 51' Burgos 76' |

| Providence Stadium, Providence Nézőszám: 4141 Játékvezető: Raymond Bogle (jamaicai) |

| 2012. szeptember 11. 20:00 (UTC−5) |

| Mexikó        | 1–0               | Costa Rica |
| ------------- | ----------------- | ---------- |
| Hernández 61' | (0–0) Jegyzőkönyv |            |

| Estadio Azteca, Mexikóváros Nézőszám: 44 007 Játékvezető: Courtney Campbell (jamaicai) |

| 2012. október 12. 20:00 (UTC−5) |

| Guyana | 0–5               | Mexikó                                                                  |
| ------ | ----------------- | ----------------------------------------------------------------------- |
|        | (0–0) Jegyzőkönyv | Guardado 77' Peralta 79' Pollard 83' (öngól) J. Hernández 84' Reyna 86' |

| BBVA Compass Stadium, Houston, USA Nézőszám: 12 115 Játékvezető: Walter López (guatemalai) |

| 2012. október 12. 19:30 (UTC−6) |

| Salvador | 0–1               | Costa Rica |
| -------- | ----------------- | ---------- |
|          | (0–1) Jegyzőkönyv | Cubero 31' |

| Estadio Cuscatlán, San Salvador Nézőszám: 35 082 Játékvezető: Mark Geiger (USA) |

| 2012. október 16. 20:00 (UTC−5) |

| Mexikó                    | 2–0               | Salvador |
| ------------------------- | ----------------- | -------- |
| Peralta 65' Hernandez 85' | (0–0) Jegyzőkönyv |          |

| Estadio TSM Corona, Torreón Nézőszám: 26 333 Játékvezető: Jafeth Perea (panamai) |

| 2012. október 16. 19:00 (UTC−6) |

| Costa Rica                                                                  | 7–0               | Guyana |
| --------------------------------------------------------------------------- | ----------------- | ------ |
| Brenes 10' 48' Gamboa 14' Saborío 51' (11-esből) 76' Bolanos 60' Borges 71' | (2–0) Jegyzőkönyv |        |

| Estadio Nacional de Costa Rica, San José Nézőszám: 27 500 Játékvezető: Héctor Rodríguez (hondurasi) |

### C csoport
| Hely. | Csapat   | M | Gy | D | V | G+ | G– | Gk | P  | Továbbjutás                 |     | Honduras | Panama | Kanada | Kuba |
| ----- | -------- | - | -- | - | - | -- | -- | -- | -- | --------------------------- | --- | -------- | ------ | ------ | ---- |
| 1.    | Honduras | 6 | 3  | 2 | 1 | 12 | 3  | +9 | 11 | Továbbjutott a 4. fordulóba |     | —        | 0–2    | 8–1    | 1–0  |
| 2.    | Panama   | 6 | 3  | 2 | 1 | 6  | 2  | +4 | 11 | Továbbjutott a 4. fordulóba |     | 0–0      | —      | 2–0    | 1–0  |
| 3.    | Kanada   | 6 | 3  | 1 | 2 | 6  | 10 | −4 | 10 |                             |     | 0–0      | 1–0    | —      | 3–0  |
| 4.    | Kuba     | 6 | 0  | 1 | 5 | 1  | 10 | −9 | 1  |                             | 0–3 | 1–1      | 0–1    | —      |      |

| 2012. június 8. 14:00 (UTC–4) |

| Kuba | 0–1               | Kanada     |
| ---- | ----------------- | ---------- |
|      | (0–0) Jegyzőkönyv | Occean 55' |

| Estadio Pedro Marrero, Havanna Nézőszám: 7000 Játékvezető: Courtney Campbell (jamaicai) |

| 2012. június 8. 19:30 (UTC–6) |

| Honduras | 0–2               | Panama        |
| -------- | ----------------- | ------------- |
|          | (0–0) Jegyzőkönyv | Pérez 64' 80' |

| Estadio Olímpico Metropolitano, San Pedro Sula Nézőszám: 28 215 Játékvezető: Roberto García Orozco (mexikói) |

| 2012. június 12. 19:45 (UTC–4) |

| Kanada | 0–0         | Honduras |
| ------ | ----------- | -------- |
|        | Jegyzőkönyv |          |

| BMO Field, Toronto Nézőszám: 16 132 Játékvezető: Enrico Wijngaarde (surinamei) |

| 2012. június 12. 20:05 (UTC–5) |

| Panama       | 1–0               | Kuba |
| ------------ | ----------------- | ---- |
| Barahona 57' | (0–0) Jegyzőkönyv |      |

| Estadio Rommel Fernández, Panamaváros Nézőszám: 21 000 Játékvezető: Mark Geiger (USA) |

| 2012. szeptember 7. 15:00 (UTC−4) |

| Kuba | 0–3               | Honduras                                |
| ---- | ----------------- | --------------------------------------- |
|      | (0–1) Jegyzőkönyv | Bengtson 31' Bernárdez 63' Chávez 90+2' |

| Estadio Pedro Marrero, Havanna Nézőszám: 8000 Játékvezető: Walter Quesada (Costa Rica-i) |

| 2012. szeptember 7. 19:45 (UTC−4) |

| Kanada         | 1–0               | Panama |
| -------------- | ----------------- | ------ |
| De Rosario 77' | (0–0) Jegyzőkönyv |        |

| BMO Field, Toronto Nézőszám: 17 586 Játékvezető: Jeffrey Solis (Costa Rica-i) |

| 2012. szeptember 11. 20:05 (UTC−5) |

| Panama                  | 2–0               | Kanada |
| ----------------------- | ----------------- | ------ |
| Blackburn 24' Pérez 57' | (1–0) Jegyzőkönyv |        |

| Estadio Rommel Fernández, Panamaváros Nézőszám: 20 000 Játékvezető: Elmer Bonilla (salvadori) |

| 2012. szeptember 11. 19:30 (UTC−6) |

| Honduras     | 1–0               | Kuba |
| ------------ | ----------------- | ---- |
| Bengtson 32' | (1–0) Jegyzőkönyv |      |

| Estadio Olímpico Metropolitano, San Pedro Sula Nézőszám: 12 000 Játékvezető: Walter López (guatemalai) |

| 2012. október 12. 21:05 (UTC−5) |

| Panama | 0–0         | Honduras |
| ------ | ----------- | -------- |
|        | Jegyzőkönyv |          |

| Estadio Rommel Fernández, Panamaváros Nézőszám: 27 000 Játékvezető: Joel Aguilar (salvadori) |

| 2012. október 12. 19:45 (UTC−4) |

| Kanada                             | 3–0               | Kuba |
| ---------------------------------- | ----------------- | ---- |
| Ricketts 14' Johnson 73' Edgar 79' | (1–0) Jegyzőkönyv |      |

| BMO Field, Toronto Nézőszám: 17 712 Játékvezető: Javier Santos (Puerto Ricó-i) |

| 2012. október 16. 14:00 (UTC−6) |

| Honduras                                                | 8–1               | Kanada   |
| ------------------------------------------------------- | ----------------- | -------- |
| Bengtson 7' 16' 83' Costly 30' 49' 88' Martínez 32' 59' | (4–0) Jegyzőkönyv | Hume 77' |

| Estadio Olímpico Metropolitano, San Pedro Sula Nézőszám: 38 000 Játékvezető: Mauricio Morales (mexikói) |

| 2012. október 16. 16:00 (UTC−4) |

| Kuba      | 1–1               | Panama       |
| --------- | ----------------- | ------------ |
| Gómez 38' | (1–0) Jegyzőkönyv | Barahona 77' |

| Estadio Pedro Marrero, Havanna Nézőszám: 3500 Játékvezető: Stanley Lancaster (guyanai) |